# Horváth Gábor (pap)
Horváth Gábor (Győr, 1668. április 24. – Esztergom, 1740. június 14.) Jézus-társasági áldozópap, hitszónok és házfőnök.

## Élete
1687. november 8-án lépett a rendbe; 1715-ben a kolozsvári szeminárium és rendház kormányzója volt; azután több helyt hitszónoki s más hivatali minőségben működött.

## Munkái
- Egy mennyei hazánkba vezető magyar angyalka, avagy, az igazi apostoli, közönséges római anyaszentegyház régi szent hitében lévő, és mennyben igyekező magyar lelkeknek vezérlésére; tudni-illik a szent gyónás, az Urunk sz. teste felvétele, és az isteni szeretetből eredendő érdemes szándék tudományiról, három részecskékből álló oktató könyvecske, mely Brezovay Ferencz Tállya városa plebanusa fen maradandó emlékezetére köteleztetvén, egy Jézus-társasága legkisebb tagja által világosságra adattatott. Kassa, 1724 (névtelenül)
- Lelki szem gyógyító, avagy szenteknek, a sz. képeknek, a szentek teteminek s ereklyeinek, és a Krisztus sz. Keresztének tiszteletében némely-némely vak nem-catholicusoknak meg világossitására való könyvecske, mely is deák nyelven Szerdahelyi Gábor által Kassán 1724-ben világosságra adattatván: egy, ugyanazon társaságbélitől magyarra fordíttatott. Nagybánya, 1725 (névtelenül)